# Sankt Leonhard bei Freistadt
Sankt Leonhard bei Freistadt é um município da Áustria localizado no distrito de Freistadt, no estado de Alta Áustria.